# Мироново (Чунский район)
Мироново — село в Чунском районе Иркутской области России. Входит в состав муниципального образования Чунское . 

## География
Находится на реке Чуна, при региональной автодороге 25Н-124, примерно в 7 км к востоку от районного центра.

## Население
| 2002 | 2010 | 2011 | 2012 | 2021 |
| ---- | ---- | ---- | ---- | ---- |
| 0    | ↗1   | →1   | →1   | ↘0   |

По данным Всероссийской переписи, в 2010 году в посёлке проживала 1 женщина.

## Инфраструктура
Мироновское лесничество Баёрского лесхоза.